# Хаммер-Пургшталь, Йозеф фон
барон Йозеф фон Хаммер-Пургшталь (нем. Joseph Freiherr von Hammer-Purgstall, рус. дореф. Йозеф Гаммеръ-Пургшталь; при рождении Йозеф фон Хаммер (нем. Joseph Freiherr von Hammer) 9 июня 1774, Грац, Штирия, СРИ — 23 ноября 1856, Вена, Австрийская империя) — австрийский историк-востоковед и дипломат, исследователь и переводчик восточной литературы, поэт.
Считается одним из величайших ориенталистов в истории, всеобщая немецкая биография 1879 года называет его наиболее выдающимся специалистом в своей области. Написал множество работ по востоковедению, немалая часть которых считается классикой данного направления, хотя при жизни некоторые его работы иногда обвиняли в неточности, поверхностности и некритичности в использовании источников. Владел десятью языками.
Основатель и первый президент Австрийской академии наук, иностранный член-корреспондент Петербургской и Французской академий. Кавалер нескольких орденов и автор 10-томного труда по истории Османской империи. Первый переводчик на европейские языки произведений многих восточных авторов, в частности Низами, Физули, Ибн аль-Фарида, Аль-Мутанабби, Унсури, Бакы и Ибн Вахшии. Один из его переводов повлиял на творчество Гёте и его «Западно-восточный диван», одно из величайших произведений немецкой литературы.

## Ранние годы. Дипломатическая служба
Барон Йозеф фон Хаммер родился в городе Грац, столице герцогства Штирия 9 июня 1774 года. Его отцом был императорский губернатор, который к рождению сына получил собственные земельные владения и был посвящён в рыцари, благодаря чему к его фамилии была добавлена приставка «фон». Вскоре после рождения сына семья переехала в Вену. Здесь Йозеф стал получать образование, сначала в Барбарастифте, после в императорской и королевской академии восточных языков, куда фон Хаммер поступил в возрасте 13 лет. В академии он изучал арабский, персидский и турецкий языки. Окончив её с дипломом дипломата по Османской империи в 1794 году, фон Хаммер лишь весной 1799 года отправился на государственную службу в качестве чиновника имперского и королевского интернационала и помощника переводчика в Константинополе. Во время этого вынужденного перерыва он переводил отрывки из биографической энциклопедии Хаджи Салифы, тем самым собрав материал на свою первую научную книгу, которая была опубликована в Лейпциге в 1806 году. Одновременно с этим Йозеф готовился к своему путешествию в Персию, которое тем не менее так и не состоялось. Находясь там, он сначала отправился в Левант с задачей расследования поведения австрийских консулов во время оккупации этой территории армией Наполеона Бонапарта. Из-за политической ситуации фон Хаммер около года сопровождал английского адмирала Сиднея Смита по владениям Османской империи в ходе его экспедиции против французов. Йозеф работал на адмирала в качестве военного переводчика, поскольку владел греческим, латинским, французским, итальянским, арабским, персидским и турецким языками. Вместе с адмиралом фон Хаммер направился в Англию, откуда уже вернулся на родину в германские земли. В ходе посещения столицы Англии Лондона он овладел английским языком.
Дома Йозеф пробыл менее года, направившись в 1802 году снова в Константинополь в качестве секретаря дипломатической миссии. В 1806 году он был повышен до императорского посла в Яссах. Однако его деятельность в качестве дипломата закончилась в 1807 году. Министр иностранных дел Австрии Меттерних считал Хаммера слишком «одухотворённым» для дипломатической службы, сказав ему однажды, что «осёл больше подходит для роли имперского посла, чем учёный». С этого момента Хаммер уже не назначался на дипломатические посты и служил в государственных учреждениях в качестве переводчика.

## Научная деятельность
Научная деятельность Хаммер-Пургшталя была крайне разнообразна. Она включала в себя поэзию, историю, археологию, топографию, историю литературы, переводы восточной литературы и филологию. Помимо этого Пургшталь считал литературу и историю не отдельными областями науки, поскольку культура, мораль и религия нации наиболее точно отражались в её поэзии. Главным его научным интересом была османская цивилизация.
В связи с увольнением, фон Хаммер направился на работу в государственную канцелярию в Вене. Там же в 1808 году, в ходе взятия и разграбления войсками французов Вены, он прилагал все свои силы для сохранения в библиотеке важных восточных рукописей. В 1810 фон Хаммер некоторое время работал в Париже, куда сопровождал Марию-Луизу Австрийскую. Здесь же познакомился с Сильвестром де Саси. В 1811 году Хаммер-Пуршталь был произведён в штатканцлера империи, а пять лет спустя — в придворного советника. Находясь на этом посту, Йозеф продолжал дипломатические поездки — он побывал в Яффе, где провёл совещание с турецким великим визирем, после чего направился в Александрию, где проводил переговоры с вождями мамлюков.
Вплоть до своего выхода на пенсию, фон Хаммер работал в бюрократическом аппарате имперского двора, не имея возможности отправиться на Восток. Единственной по настоящему важной должностью, которую он занимал была должность переводчика в 1819—1820 годах, когда посол от Персии Мирза Абуль-Хасан-хан Ширази посетил венский двор. В качестве подарка высокому гостю, Йозеф перевёл произведение «К самому себе» Марка Аврелия на персидский язык, за что был награждён им орденом Льва и Солнца. За исключением этого эпизода у него было очень мало работы, и большую часть своего времени от отводил под исследования и изучения восточных языков, а также под переводы. В 1825 году Йозеф путешествовал по большим библиотекам Италии, чтобы там изучать восточные рукописи. Несмотря на то, что он никогда не работал на тот момент в академической сфере, фон Хаммер смог заработать себе репутацию «пионера востоковедения». В 1809—1818 годах под его руководством были опубликованы 8 выпусков журнала Fundgruben des Orients на двух языках (вторым был французский, на котором журнал назывался Mines de l’Orient).
В 1835, когда фон Хаммер находился в Венской академии наук, за многочисленные заслуги перед империей последняя графиня Пургшталь завещала ему свой титул, оружие покойного мужа, а также поместье Хайнфельд близ Фельдбаха в провинции Штирия. Эта женщина была его горячей поклонницей. 4 года спустя учёный окончательно оставил государственную службу и полностью отдался исследованиям по истории и литературоведению.
В 1847 году, после 10 лет безжалостного лоббирования, фон Хаммер наконец получил имперское разрешение основать Австрийскую академию наук. Он стал её первым президентом. Йозеф к этому времени уже был удостоен множества почестей от иностранных правительств и научных учреждений мира, в том числе являлся иностранным членом французской Академии надписей и изящной словесности и иностранным почетным членом Петербургской АН. Также он был учителем Фридриха Рюккерта. Тем не менее его работы иногда обвиняли в неточности, поверхностности и некритичности в использовании источников. Одним из самых ярых его критиков был прусский дипломат и востоковед Генрих Фридрих фон Диц: он посвятил целый том своих записей разоблачению предполагаемого мошенничества и невежества фон Хаммера.

## Литературная деятельность

### Поэзия
Как пишет автор статьи о Хаммер-Пургштале во «Всеобщей немецкой биографии» Оттокар Шлехта, фон Хаммер не обладал большими талантами в поэзии, однако её очень любил и был крайне упорным человеком. Им были написаны два произведения, которые характеризуются как оды — «Asia» и «Weidling». Первая была посвящена Азии, а вторая — небольшой долине близ городка Клостернойбург в земле Тульн. Тогда же Йозеф занимался и переводами диванов великих арабских поэтов — Ибн аль-Фарида, Аль-Мутанабби. Впервые в Европе Хаммер-Пургшталь опубликовал и стихи классиков персидской поэзии — «Сказки 1001 ночи» Хафиза (данное произведение и его перевод сильно повлияли на творчество Гёте и его «Западно-восточный диван», одно из величайших произведений немецкой литературы), «Хамсе» Низами Гянджеви и «Вамик и Азра» Унсури. Его перу принадлежат и первые переводы на европейские языки тюркоязычных текстов — различных произведений османского поэта Бакы и «Роза и соловей» азербайджанского поэта Физули,

### Писательская деятельность
Ещё в 1806 году, Хаммер, приобретя в Каире манускрипт набатейского автора Ибн Вахшии о «Тайных иероглифах и алфавитах», опубликовал его в Лондоне. Этот труд о ряде древних письменностей и о дешифровке египетских иероглифов способствовал формированию египтологии в целом.
Позже, после отставки с государственной должности, писал о масонстве.

## Крупнейшие исторические труды
- История ассасинов (Geschichte der Assassinen; 1818)
- О происхождении русских: по материалам восточных рукописей (Sur les origines russes; extraits de manuscrits orientaux, 1827). Выпущено в качестве одного из последних «румянцевских» изданий Николая Румянцева.
- История османской империи (10 тт.; Geschichte des Osmanischen Reiches, Bd 1-10, Pest, 1827—1835).
- История арабской литературы (1850—1856).
- История Золотой Орды в Кипчаке или монголов в России (1837—1840).

## Последние годы жизни и смерть
В 1856 году, перед своей смертью, Хаммер-Пургшталь подготовил надгробие на 10 языках, которые он освоил. Учёный скончался 23 ноября 1856 года в Вене, столице империи, а похоронен был на кладбище близ своего любимого города Клостернойбург, где любил проводить лето ещё во времена дипломатической службы.

## Семья
В 1810 году у Йозефа фон Хаммер-Пургшталя был роман с писательницей Хельминой Кристиной фон Шези; у них родился сын, который умер в 1911 году. В 1815 году Йозеф женился на Каролине фон Хеникштайн, дочери еврейского предпринимателя Йозефа фон Хеникштайна, которая умерла в 1844 году.

## Признание
Всеобщая немецкая биография 1879 года назвала Хаммер-Пургшталя величайшим специалистом в своей области. Ныне он считается одним из классиков ориенталистики и одним из величайших востоковедов в истории, который сделал для развития ориенталистики больше, чем все его критики вместе взятые. По оценке специалистов 11-го издания Британники 1911 года, он был для Германии и Австрии примерно как Уильям Джонс для Англии или Сильвестер де Саси для Франции, но при этом менее выдающийся, чем Эдвард Уильям Лейн. Австрийское общество востоковедения с 1959 года носит имя Йойзефа фон Хаммер-Пургшталя. К 125-летию со дня смерти учёного (1981) была выпущена почтовая марка с его изображением.